# The Future (Film)
The Future (zu deutsch „Die Zukunft“) ist ein Spielfilm der US-amerikanischen Künstlerin und Schriftstellerin Miranda July aus dem Jahr 2011. Die Tragikomödie basiert auf einem Originaldrehbuch der Regisseurin. Gleichzeitig übernahm sie an der Seite von Hamish Linklater die weibliche Hauptrolle. Der Film handelt von einem Paar Mitte dreißig, das beschließt, eine kranke Katze aufzunehmen und daraufhin in eine Sinn- und Beziehungskrise stürzt.
Der Film wurde am 21. Januar 2011 beim US-amerikanischen Sundance Film Festival uraufgeführt. In Deutschland wurde The Future erstmals am 15. Februar 2011 im Rahmen der 61. Internationalen Filmfestspiele von Berlin gezeigt, wo der Film im Wettbewerb um den Goldenen Bären vertreten ist. Julys Regiearbeit ist dem 2010 verstorbenen Laiendarsteller Joe Putterlik gewidmet.

## Handlung
Die Katze Paw Paw (dt.: „Pfötchen“) sitzt im Tierheim von Los Angeles. Zwar vermisst sie eigenen Angaben zufolge das freie Leben in der Wildnis, doch hat sie sich auch schon mit dem Gedanken angefreundet, von Sophie und Jason adoptiert zu werden. Das Paar, Mitte dreißig, soll die Katze in einem Monat zu sich holen, sobald eine Pfotenverletzung überstanden ist. Paw Paw wird von da an täglich medizinische Betreuung benötigen.
Sophie und Jason gehen davon aus, die Verantwortung für das schwerkranke Tier nur einige Monate tragen zu müssen. Als sie aber erfahren, dass Paw Paw bei guter Pflege bis zu fünf Jahre weiterleben könnte, beginnen beide ihr Leben bis zur Abholung des Tieres in 30 Tagen neu zu überdenken und umzugestalten. Beide kündigen darum ihre verhassten Jobs und lassen sich den Internetzugang sperren.
Sophie, von Beruf Tanzlehrerin für Kinder, plant einer Arbeitskollegin nachzueifern und unter dem Motto „30 Tage – 30 Tänze“ jeden Tag ein neues Tanzvideo von sich für das Internet-Videoportal YouTube zu erstellen. Von ihrem übertrieben künstlichen Tanzstil und den Videos anderer, attraktiverer Tänzerinnen verunsichert, scheitert ihr Projekt aber schon im Ansatz. Durch Zufall gelangt sie an die Telefonnummer des älteren Schilder- und Plakatunternehmers Marshall, dem Jason aus Mitleid im Tierheim ein selbstgezeichnetes Porträt seiner kleinen Tochter abgekauft hatte. Mit dem gutsituierten, alleinerziehenden Vater beginnt sie eine Affäre. Ihre Versuche, Marshalls kleine Tochter Isabella für sich zu gewinnen, sind leidlich erfolgreich. Gleichzeitig wird sie von einem dahinkrabbelnden, alten T-Shirt verfolgt, mit dem sie sich eines Nachts vereint und zu Marshalls Verwunderung einen artifiziellen Tanz aufführt.
Jason, der für eine Computer-Hotline arbeitete, schließt sich derweil einem örtlichen Umweltschutzprojekt an. Ohne viel Erfolg versucht er von Tür zu Tür Baumpatenschaften für die Rettung der Erdatmosphäre zu verkaufen. Zufällig wird er dabei auf eine Verkaufsanzeige für einen alten Fön aufmerksam und lernt so den greisen Joe kennen. Der Hobbytüftler ist seit 60 Jahren glücklich verheiratet und überrascht seine Frau immer noch mit unanständigen Limericks. Gleichzeitig gibt er Jason zu verstehen, dass dessen vierjährige Beziehung mit Sophie noch ganz am Anfang stehe und diese Phase sehr schwierig sei.
Eines Nachts versucht Sophie Jason ihre Affäre zu beichten. Er ahnt, was sie ihm mitteilen will und schafft es mit einer Berührung ihres Kopfes die Zeit anzuhalten. Er führt in dieser Zeitschleife Zwiegespräche mit dem Mond und kann erst am Strand von Los Angeles die verharrenden Wellen und das übrige Leben wieder in Gang setzen. Bis dahin sind mehr als dreißig Tage vergangen und Jason und Sophie müssen unabhängig voneinander feststellen, dass Paw Paw turnusgemäß vom Tierheim eingeschläfert wurde. Gleichzeitig ist ihre Beziehung am Ende und Sophie verbringt nur noch eine Nacht mit Jason in der gemeinsamen Einzimmerwohnung, um ihre Sachen zu packen.

## Entstehungsgeschichte
Bei dem Film handelt es sich um eine deutsch-amerikanische Koproduktion. Der deutsche Produzent Roman Paul hatte bereits 2005 mit Miranda July Kontakt aufgenommen, damals als Einkäufer ihres Erstlingswerks Ich und du und alle, die wir kennen für die japanische Rundfunkanstalt NHK. July war dafür mit 18 internationalen Film- und Festivalpreisen ausgezeichnet worden, darunter der Spezialpreis der Jury auf dem Sundance Film Festival und die Caméra d’Or der Filmfestspiele von Cannes. Weitere Regieangebote und Drehbücher lehnte sie jedoch ab. „Ich bin nicht die nächste junge Regisseurin in Hollywood. Das eigentliche Filmgeschäft ist furchtbar“, so die Regisseurin, die sich danach Kunst- und Buchprojekten widmete.
Die Vorbereitungen zu The Future fielen mitten in die Finanzkrise, weshalb alle privaten amerikanischen Sponsoren absprangen. Der Kontakt zu Roman Paul war aber erhalten geblieben. Über Julys Ehemann, der in Berlin weilte, wurden er und sein Partner Gerhard Meixner auf das Skript zu The Future aufmerksam. Beide produzierten den Film mit ihrer 2002 gegründeten Razor Film Produktion GmbH. Für die Dreharbeiten wurde auf eine Beteiligung deutscher Filmtechniker bestanden, weshalb auch Nikolai von Graevenitz die Kameraarbeit übernahm. Der Dreh dauerte insgesamt 21 Tage. Die Produktionskosten werden auf acht Mio. US-Dollar geschätzt.
Regisseurin und Drehbuchautorin Miranda July hatte von Anfang an festgelegt, dass sie die weibliche Hauptrolle übernehmen würde, obwohl sie sich mehr mit der Rolle des Jason identifizierte, „der sehr viel Vertrauen hat, der neugierig ist, der einen guten Tag erwartet“. Mehrere bekannte Schauspieler hätten daraufhin ihr Interesse für die männlichen Figur verloren. Für die männliche Hauptrolle wurde schließlich Hamish Linklater verpflichtet, der in den USA vor allem für seine Rolle in der 2010 eingestellten CBS-Sitcom The New Adventures of Old Christine bekannt ist. Linklater beschrieb den Castingprozess als „lang, beschwerlich, schmerzvoll und schlussendlich einträglich“. Er schickte ihr neben Videoclips auch Kapitel seiner unveröffentlichten Biografie und einen „riesigen, überschwänglichen Liebesbrief“. Bei der Arbeit mit July habe er sich in „sehr sicheren Händen“ gefühlt. Die Zusammenarbeit mit einem Regisseur/Schauspieler habe aber auch entnervend sein können. „Es ist kompliziert, weil Du dich fragst, ob sie Dich mit den Augen der Figur ansehen oder mit den Augen der Person, die darüber nachdenkt, wie das zusammengeschnitten wird.“, so Linklater. July sei eine gute Szenenpartnerin und es sei sehr einfach gewesen, in und außerhalb ihres Rhythmus zu spielen.
Laut Miranda July, sei es nicht leicht, über Liebe und Sehnsucht auf eine neue Art und Weise zu sprechen, denn wir seien sehr daran gewöhnt, auf die gleiche Art und Weise Fragen zu thematisieren und zu fühlen. Deshalb habe sie die Figur der Katze als Erzählerin eingefügt. Ich musste „eine Möglichkeit finden, Liebe und auch das Gefühl des Verlustes auf einen neuen Weg zu bringen, auch für mich neu zu positionieren, damit ich darüber erzählen kann.“, so July. Nachdem eine lebendige Katze kurz zu Anfang des Films zu sehen ist, wird diese im Verlauf durch zwei überdimensionale Vorderpfoten nachgeahmt. Mit der verstellten Stimme Miranda Julys hält sie auf dem Off mehrere kurze melancholische Monologe.

## Kritiken

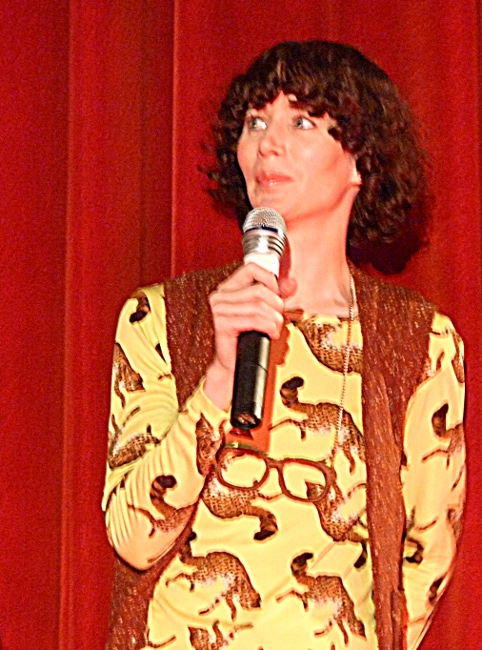
Miranda July bei der Vorstellung des Films auf der Berlinale 2011

Nach der Premiere des Films auf dem Sundance Film Festival bemerkte der US-amerikanische Branchendienst Daily Variety, eine „furchtlose Realisierung“ Miranda Julys, die erfindungsreiche Wege fände, die „Absurditäten des Lebens zur Schau zu stellen“, auch wenn sie riskiere, einige Zuschauer mit ihren „putzigen Ideen“ zu befremden. Die vordergründige Heiterkeit stehe einem viel traurigeren Kern tief im Film gegenüber, die durch Jon Brions Filmmusik noch verstärkt werde. Es sei „sonderbar“, dass es dieses von July gewählte Gefühl sei, mit dem der Kinozuschauer den Film verlasse. Ähnliches beobachtete die Los Angeles Times. The Future würde in den größeren Zusammenhang von Julys Werk passen, könne aber Kenner von Ich und du und alle, die wir kennen erschrecken. Während ihr Erstlingsfilm noch auf ein großes Schauspielensemble und einen naiven Optimismus vertraut hätte, verfüge The Future über wenige Figuren und sei „dunkler und gefühlsmäßig heikler“. Die Elemente, die den Film einzigartig machen würden (die Katze als Erzähler, die komplexe, Science-Fiction-hafte Zeitschleifen-Struktur und die tanzende Hauptdarstellerin) könnten eine Herausforderung für mögliche Filmkäufer und das Publikum sein.
Nach der Premiere von The Future im Wettbewerb der Berlinale zeigte sich die deutschsprachige Filmkritik mehrheitlich angetan von Julys Regiearbeit. Die Frankfurter Allgemeine Zeitung bemerkte, es werde „auf die leichteste Art und Weise, mit viel Humor und einigen Szenen, die zum Schönsten gehören, was das Kino bietet“, über die Endlichkeit aller Dinge nachgedacht. Der Film sei „verspielt“, „lebensfreudig und -klug“, nur die schön simulierten Katzen-Intermezzi würden „aufgesetzt“ wirken. Die Süddeutsche Zeitung rezensierte The Future als eines der „Highlights des Wettbewerbs“, und bemerkte ebenfalls nach einem flatterhaften und komischen Beginn das Erdenschwere des Films. „Je besser man die beiden kennenlernt, desto klarer wird, dass ihre egozentrische Sorglosigkeit nicht niedlich ist – sie ist grausam und kalt, Sophie und Jason sind voller Emotionen, aber ihre Emotionen sind flüchtig. Hier geht es einmal nicht darum, dass der Rest der Welt sich unsere Freiheiten wünscht – sondern darum, was wir eigentlich mit unserer Freiheit anfangen.“, merkt die Süddeutsche Zeitung an.
The Future kreise um einen ganzen Komplex von Themen, so die tageszeitung. „Es geht um Modelle künstlerischer Wahrhaftigkeit, um Eigen- und Fremdbilder, um Versagensängste und den Zusammenhang von Innen- und Außenwelt im Zeitalter der Virtualität. Und es geht um die Relativität von Zeit.“ Miranda July präsentiere das mit „Originalität und Gelassenheit“, was den Film „so besonders“ mache. The Future werde „von einer milden Sommerbrise getragen“, hinter der sich „stets die großen, existenziellen Fragen“ einstellten. Der Tagesspiegel sprach von einem „wunderbar leichthändigen zweiten Spielfilm“ über die Torschlusspanik der Mittdreißiger, die Frankfurter Rundschau von einem „bezaubernd nachdenkliche[n] Liebesfilm“.